# Phänomenta (Flensburg)

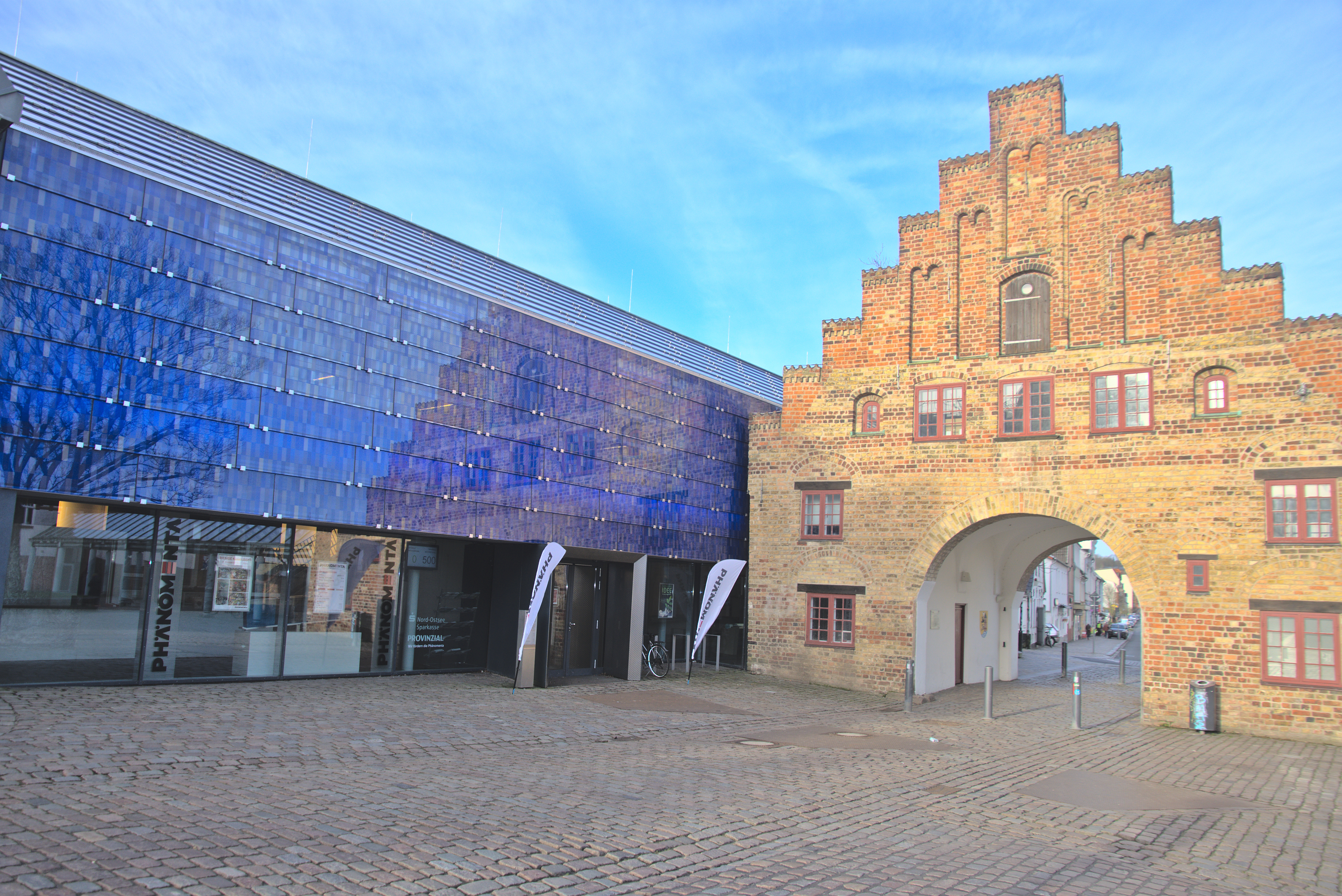
Phänomenta mit dem mitgenutzten Nordertor 2021

Die Phänomenta in Flensburg ist ein Science Center, das als ein Institut zur Europa-Universität Flensburg gehört. Es ist die erste Einrichtung dieser Art, welche den Namen Phänomenta erhielt. Ähnliche Gründungen in anderen Städten übernahmen den Namen von dem Flensburger Erlebnismuseum.

## Konzept

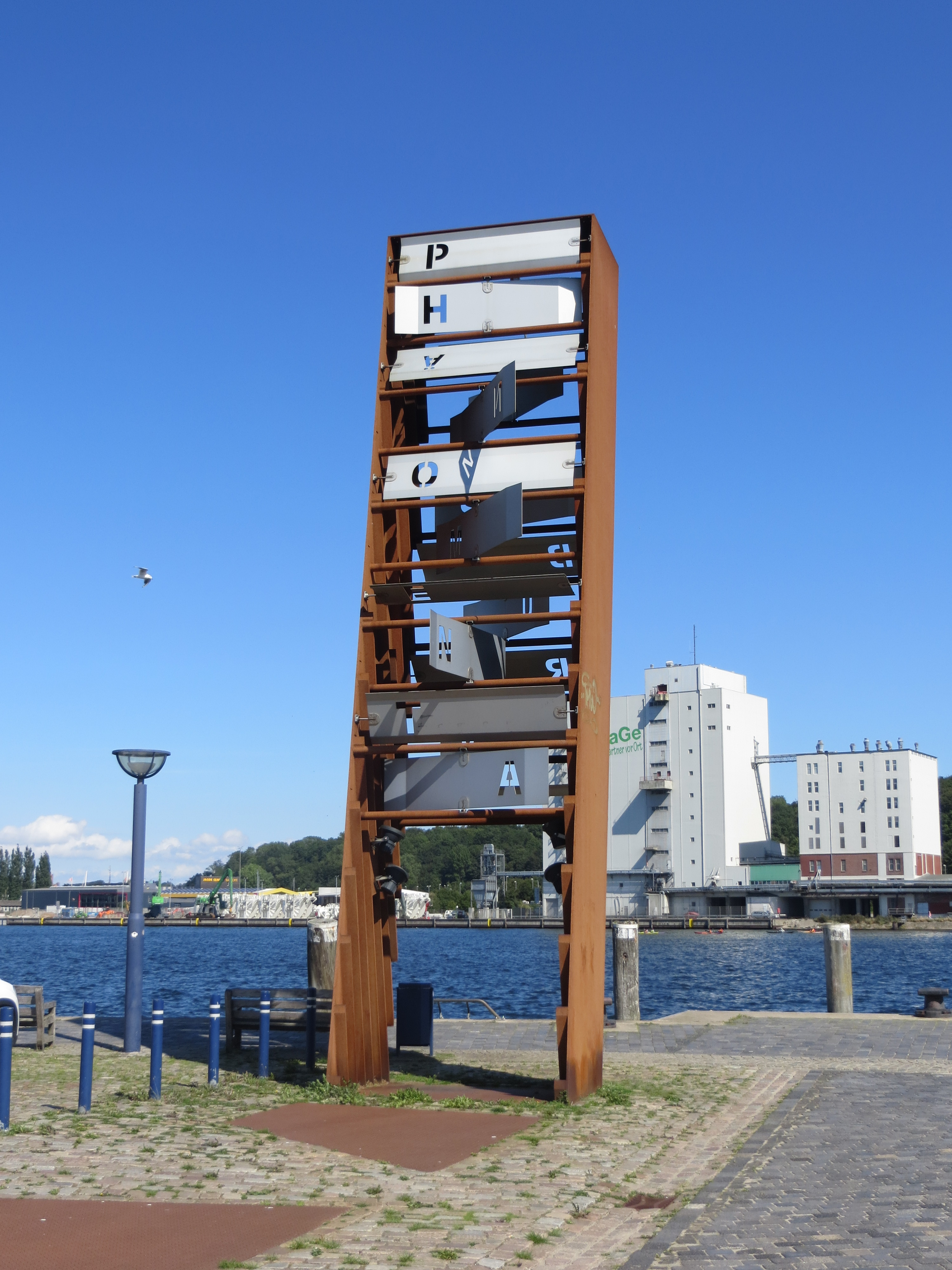
Phänomenta-Windspiel am Flensburger Hafen (Bild 2013)

Zielgruppe der Phänomenta sind insbesondere Kinder im Schulalter. Die Besucher sollen mit Hilfe von Experimentierstationen Probleme aus Mathematik, Physik und Technik verstehen lernen. Die Phänomenta will sich von anderen Science Centern darin abheben, dass der elementare Lernprozess stärker im Mittelpunkt steht. Das Motto der Phänomenta lautet: „Vom Staunen zum Denken“. Der Besucher soll in der Phänomenta ungewöhnliche Erfahrungen durch Experimente machen, diese nicht nur konsumieren, sondern auch das Wahrgenommene hinterfragen und erforschen. Die Phänomenta verfolgt im Vergleich zu konventionellen Museen einen spielerischen Ansatz. Der Besucher und sein Erlebnis stehen im Mittelpunkt.
Im Gegensatz zu anderen Museumsausstellungen, bei denen das Anfassen der Exponate verboten ist, ist es bei Phänomenta-Ausstellungen ausdrücklich erlaubt und sogar erwünscht, die Exponate zu benutzen. Jedes Exponat besitzt dennoch einen Namen, ihnen ist keine physikalische Beschreibung beigefügt. Schilder der Exponate tragen nur Handlungsimpulse. Die Schilder der Exponate sind heutzutage auf Deutsch und zu einem großen Teil auch auf Dänisch gehalten. Dem pädagogischen Ansatz entsprechend werden also keine Erklärungen gegeben und es existiert kein festgelegter Lehrpfad. Die Besucher sollen genügend Zeit erhalten, um durch ausprobieren der Exponate zur Erkenntnis zu kommen.
Beispiele für Exponate sind ein Raumfahrt-Trainer für Rotationstouren, ein Ames-Raum oder das einfachere Exponat „Bauklötze“ bei dem ein Besucher vier etwa ziegelsteingroße Holzklötze in der Weise aufbauen soll, dass sie möglichst weit über eine Kante hinwegragen. Die Experimente sollen nicht den Schulunterricht ersetzen, sondern ihn im Ideal ergänzen. Nach Lutz Fiesser, dem Erfinder der Phänomenta, sind kontinuierliche Begegnung der Schüler mit Phänomenen und Experimentierstationen wünschenswert. Für Kinder im Kindergarten, die drei bis sechs Jahre alt sind, wurde eine „Zwergenphänomenta“ konzipiert, die aus 20 Experimenten besteht.
Es findet in der Phänomenta keine Führung statt, kein Rundgang. Es existieren keine Aufsichten, sondern Betreuer. Anfang der 2000er Jahre fand sonntäglich regelmäßig um 11 Uhr aber eine Vortragsreihe statt, die „Pfiff am Sonntag“ genannt wurde. Ein solcher locker gehaltener Vortrag, der sich besonders an Eltern mit ihren Kindern richtete, behandelte einzelne themenbezogene Aspekte der Physik. Ob solche Vorträge heute noch stattfinden, ist unklar.

## Geschichte

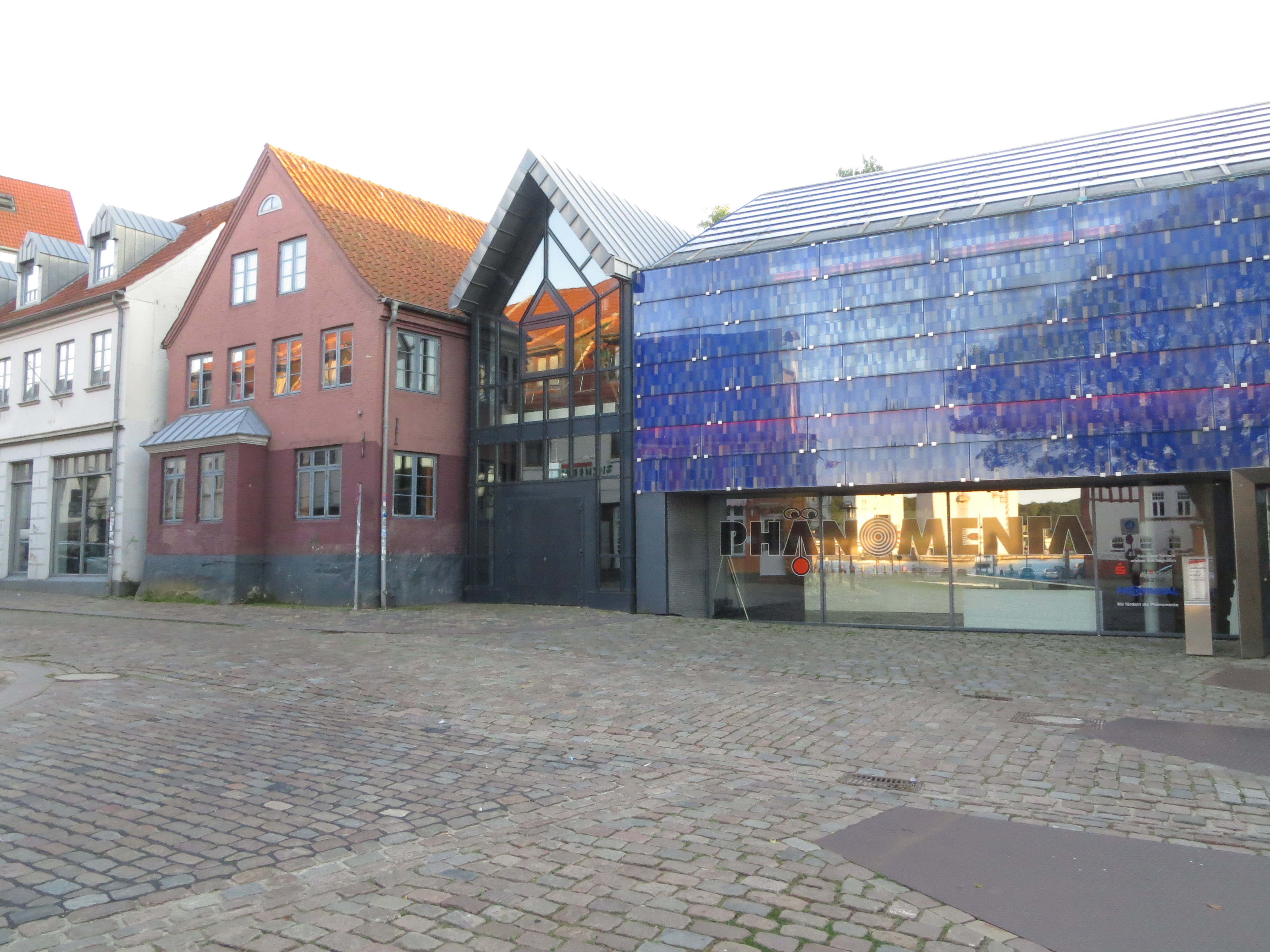
Der Gebäudebestand der Phänomenta mit Haupteingang (2013)

### Entstehung
Im Jahr 1985, ein Jahr nach dem siebenhundertjährigen Stadtjubiläum, kam dem Physiker und Physikdidaktiker Lutz Fiesser von der Pädagogischen Hochschule in Flensburg-Mürwik die Idee für die Phänomenta. Die Pädagogische Hochschule diente der Lehrerausbildung für Grundschulen, Hauptschulen und Realschulen. Fiessers Ziel war so auch die Verbesserung des Physikunterrichts, denn er befürchtete, dass Physik die Schüler immer weniger interessieren könnte. An den Flensburger Gymnasien gab es zu dieser Zeit offenbar nur einen Physik-Leistungskurs. Fiesser fragte sich warum und vermutete, dass in den Schulen zu wenig experimentiert würde. Er und seine Mitarbeiter vom Institut für Physik und Didaktik entwickelten daher erste Experimentierstationen, die sie anschließend in den Flurgängen und Innenhöfen der Pädagogischen Hochschule, die sich beim Volkspark befand, aufstellten.
Die aufgestellten Experimentierstationen sorgten für Betrieb, Lärm und Spaß. Die Aufstellung der Experimente wurde durch umfangreiche Forschungsarbeiten begleitet und weitere interaktive Exponate wurden entwickelt. Bis 1988 wurden 100 Experimentierstationen an der Pädagogischen Hochschule entwickelt.

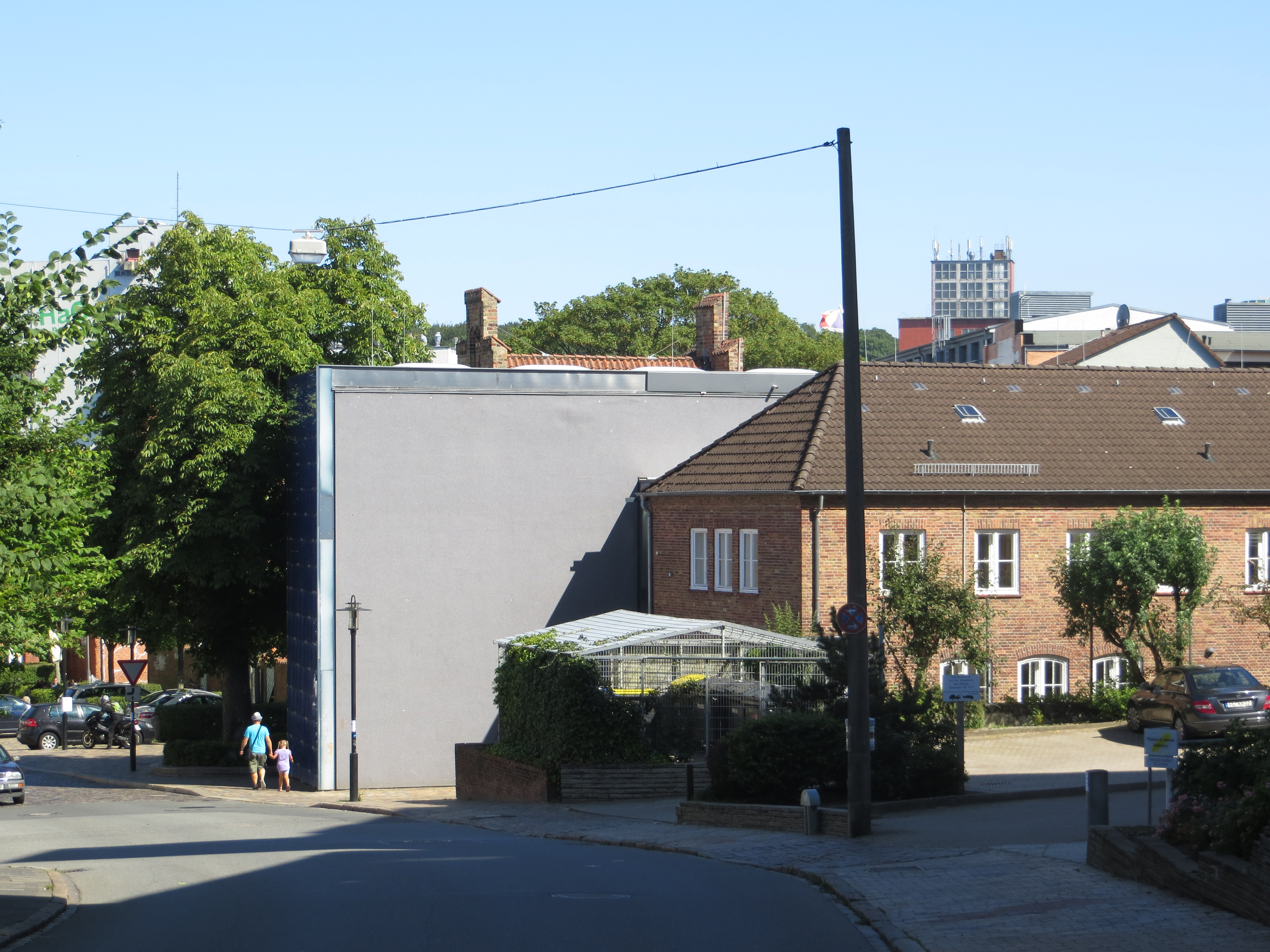
Das verschalte, ehemalige Sparkassengebäude mit dem Neubau und dem verdeckten Nordertor dahinter (2012)

### Errichtung
Nach der Realisierung dieser ersten Experimentesammlung entstand der Wunsch, diese in einem separaten Wissenschaftsmuseum auszustellen und dafür Eintritt zu kassieren. Diese Idee stieß in der Flensburger Kommunalpolitik zunächst teilweise auf Skepsis. Ein Versuch, ein solches Museum in Kiel zu realisieren, soll zu dieser Zeit ebenfalls gescheitert sein. Aber schließlich fand das Projekt dann doch noch Unterstützung in der Flensburger Politik, insbesondere beim Oberbürgermeister Olaf Cord Dielewicz. Für das Projekt wurde das Hofensembles in der Norderstraße nahe dem Nordertor ausgewählt, das offenbar zuvor von jungen Hausbesetzern in Beschlag genommen worden war und die zum Hafermarkt umgesiedelt worden waren. Im Oktober 1990 genehmigte der Bauausschuss im Flensburger Rathaus den Umbau des Hofensembles, um dort das neue Wissenschaftsmuseum einzurichten. Anschließend wurde ein dortiges Nachbarhaus angemietet, wo eine Werkstatt eingerichtet wurde, in der Exponate gebaut wurden. 1993 wurden die ersten Ausstellungsräumlichkeiten in der Norderstraße bezogen und eingerichtet. Anschließend wurden im Sommer 1993 diese ersten Räumlichkeiten für Besucher geöffnet. Zu Beginn zählte man rund 100 Besucher je Tag.
Das Jahr 1995 gilt als eigentliches Geburtsjahr der Phänomenta. Am 3. August des besagten Jahres wurde der fertiggestellte Komplex offiziell von der Kultusministerin Marianne Tidick eröffnet und eingeweiht. Nun bestand die Phänomenta aus den umgebauten Kulturdenkmälern Haus Norderstraße 159 und Haus Norderstraße 161, die im 19. Jahrhundert errichtet worden waren Ebenfalls zur Phänomenta gehörte der neue gläserne Anbau auf der Nordseite des Hauses Norderstraße 161. Die Phänomenta war barrierefrei gestaltet und besaß so auch einen Aufzug. Die Phänomenta bot damals schon 1.800 m2 Ausstellungsfläche.
In der Zeit danach wurden zudem öffentliche Exponate auf dem Holm, der Großen Straße, sowie am Flensburger Hafen nahe der Phänomenta dauerhaft aufgebaut. Eine Wartung dieser Exponate fand aber offensichtlich nicht statt, so dass die Mehrzahl von ihnen im Laufe der Zeit zerfielen und zerstört wurden. Die eigentliche Phänomenta beim Nordertor besaß um das Jahr 2000 herum ungefähr 120 Experimentierstationen.

### Erste Erweiterung
Im Jahr 2002 übernahm die Phänomenta zudem das ehemalige backsteinerne Sparkassengebäude von 1951, das vom Flensburger Stadtarchitekten Gottlieb Nietsch errichtet worden war. Am 21. Mai 2003, nach einjähriger Umbauzeit, wurde das ehemalige Sparkassengebäude als „Haus der Kommunikation“ neu eröffnet. Im neuen Ausstellungsbereich fanden 20 Experimente zur Kommunikation Platz. Mit der Übernahme des Gebäudes vergrößerte sich die Ausstellungsfläche auf 2.500 m2. 2004 beherbergte die Phänomenta 150 Experimentierstationen. 2005 erreichte die Phänomenta einen Besucherrekord von 83.000 Besuchern, doch in den Folgejahren sollte die Besucherzahl wieder sinken.

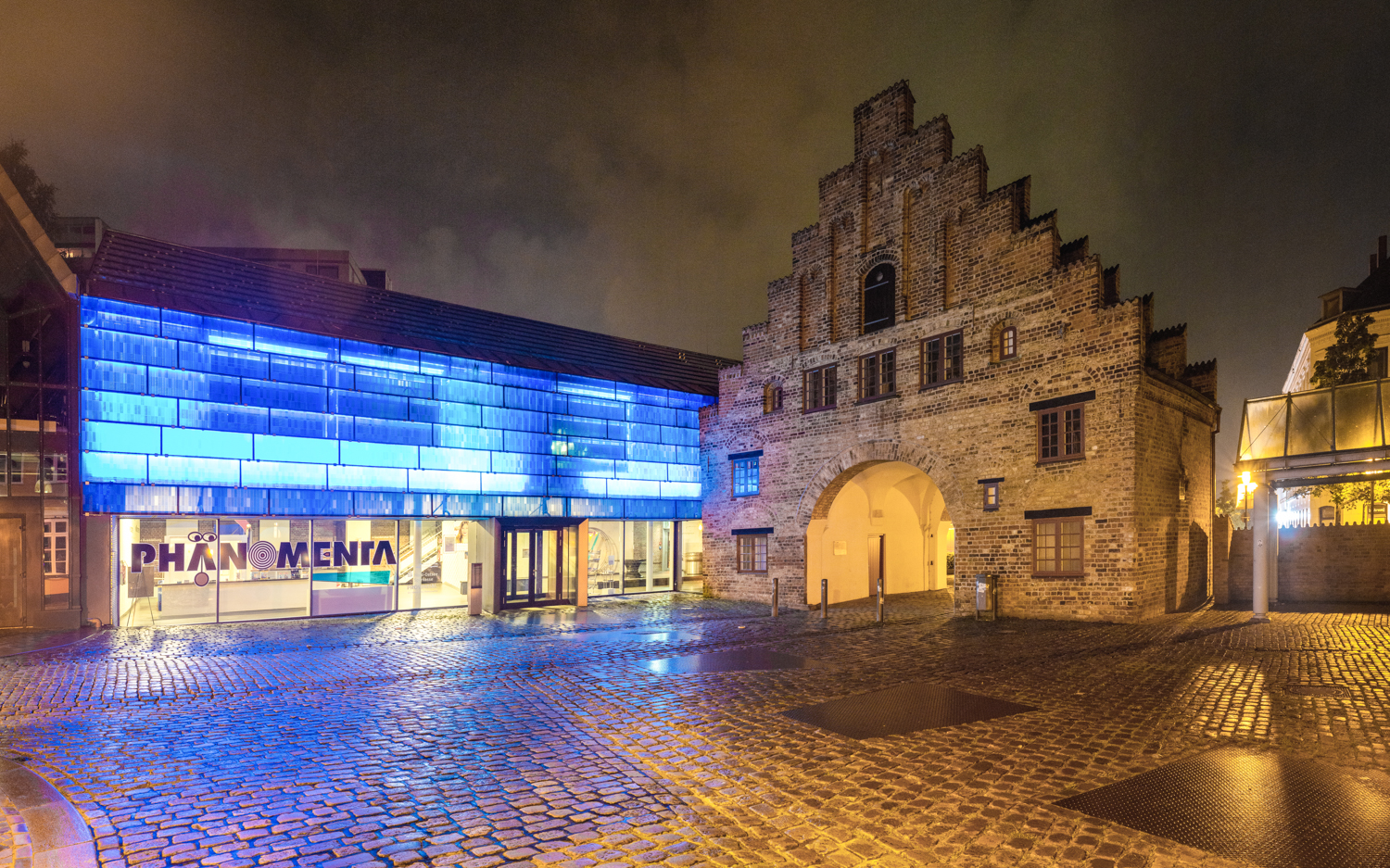
Phänomenta sowie Nordertor bei Nacht (2015)

### Anbau ans Nordertor
Mitte des ersten Jahrzehnts der 2000er Jahre wurde eine weitere Erweiterung beschlossen. Aus einem städtischen Wettbewerb ging im August 2005 der Entwurf des Hamburger Architekten Klaus Sill als Sieger hervor. Der Entwurf bestand aus einem westlichen und östlichen am Nordertor angrenzenden Baukörper. 2007/2008 wurde zunächst der westliche Baukörper realisiert. Dessen Baukosten betrugen vier Millionen Euro, von denen  70 Prozent durchs Land und durch die EU finanziert wurden. Zur besseren Integration in den Phänomentakomplex wurde das ehemalige Sparkassengebäude umgebaut. Auf der Eingangsseite zur Norderstraße wurde diesem Gebäude ein moderner Betonbau vorangestellt, mit dem bewusst ein Kontrast zur umliegenden Altbausubstanz hergestellt wurde. Die Fassade dieses Erweiterungsbaus erhielt eine blaue Verglasung, die zur Nacht illuminiert werden kann. Der besagte Anbau, der als großzügiges Einlassgebäude dienen sollte, durfte den Freiraum vollständig in Besitz nehmen. So wurde der Anbau direkt an das städtische Wahrzeichen dem Nordertor herangebaut, das in Folge für Sonderausstellungen genutzt werden sollte. Das Ergebnis führte zu zahlreichen Beschwerden der Flensburger Bürger. Die Optik des Neubaus wurde ebenso vom Verschönerungsverein Flensburg stark kritisiert. Das Projekt wurde anschließend nicht weiter umgesetzt. Der optisch entsprechende Erweiterungsbau auf der gegenüberliegenden östlichen Seite des Nordertores wurde nicht mehr realisiert. Dieser Neubau sollte als „Dom der Sinne“ zur Erfahrbarmachung menschlicher Wahrnehmungen dienen. Realisiert wurde jedoch vor der Phänomenta auf dem Nordertorplatz ein weiteres Ausstellungsobjekt, ein rostfarbenes Wasserbett mit einigen Kaskaden. Die Phänomenta besitzt seitdem eine Ausstellungsfläche von 3.500 m2, auf der ungefähr 200 Experimentierstationen eingerichtet wurden. Ein großer Saal bietet Platz für 200 Gäste. Zur Landtagswahl in Schleswig-Holstein 2017 wurde im April des Jahres dort beispielsweise ein öffentliches Gespräch zwischen den SPD-Politiker Ralf Stegner und Klaus Wowereit ausgerichtet. Mit dem Anbau wurde die Phänomenta auf 100.000 Besucher jährlich ausgelegt. Diese Zahl wurde aber in den Folgejahren nicht nur nie erreicht, die Besucherzahlen sanken sogar auf ein geringeres Niveau als vor dem Umbau.

### Betrieb nach dem Anbau
Im sonnigen Sommer 2013 sank die Besucherzahl unter 60.000 Besucher. 2014 waren es abermals ungefähr 60.000 Besucher. Im Juli des besagten Jahres, in dem hohe Temperaturen herrschten, kamen weniger als 6.000 Gäste. Dagegen kamen im regnerischen August mehr als 12.000 Gäste. Anfang 2015 wurde in der Phänomenta wie in ganz Deutschland der Mindestlohn eingeführt, wodurch für den Betrieb der Phänomenta Mehrkosten von 45.000 Euro entstanden, die durch höhere Förderungssummen ausgeglichen werden sollten. Im Jahr 2015 besaß die Phänomenta zehn feste Angestellte sowie dreißig studentische Hilfskräfte. Die Personalkosten sowie die Kosten für neue Experimentierstationen verursachten rund eine Million Euro jährliche Betriebskosten für die Phänomenta. August/September 2015 feierte die Phänomenta ihr zwanzigjähriges Bestehen, denn dreißig Jahre zuvor entstand zwar die Idee, doch eingeweiht worden war die Phänomenta im Jahr 1995. Im Jubiläumsjahr 2015 besuchten 66.000 Menschen die Phänomenta.
Anfang 2017 bekam der Erfinder der Phänomenta, Lutz Fiesser, für seine Arbeit das Bundesverdienstkreuz am Bande verliehen. Tendenziell sinkt die Besucherzahl der Flensburger Phänomenta heute. Gründe hierfür sollen nach Auskunft des Phänomenta-Chefs die wachsende kommerzielle Konkurrenz anderer Angebote, wie Fun-Parks sein, weniger Zeit bei Jugendlichen durch Nachmittagsunterricht sowie die hohen Eintrittsgelder der Phänomenta. Dennoch liegen die jährlichen Besucher heute offenbar bei fast 70.000 Besuchern im Jahr.

## Ableger
Im Jahr 1995 war es das einzige Science Center Deutschlands. Es entstanden im Laufe der Zeit deutschlandweit selbständige Ableger der Phänomenta, die ein ähnliches Konzept wie die Flensburger Phänomenta verfolgen. Heutzutage existieren schon mehr als zwanzig Science Center in Deutschland. Viele von diesen wurden mit Unterstützung der Flensburger Phänomenta realisiert. Die Flensburger Phänomenta verkauft und vermietet zudem einige ihrer Exponate. Dieser Exponateverkauf und -verleih der Phänomenta erzielt wichtige Einnahmen für die Phänomenta. Im Eingangsbereich besteht außerdem ein Museumsshop, der Ähnliches im kleineren Rahmen verkauft, beispielsweise Gyrokreisel. Ein weiteres Projekt der Universität ist die Förderung sogenannter Miniphänomentas. Dafür werden Lehrer zu zweitägigen Fortbildungen eingeladen, in denen sie eigene Experimentierstationen bauen. Hinsichtlich der Disziplin Didaktik wird darauf hingewiesen, dass Kindern keine vorschnellen Erklärungen geboten werden sollen. Sie sollen durch Experimente lernen. Im nächsten Schritt wird den Lehrern für ihre jeweilige Schule eine vollständige Miniphänomenta aus 52 Stationen angeboten, die 14 Tage entliehen werden darf. Zudem erhalten die Lehrer Bauanleitungen zum Nachbau dieser Experimente. Der letzte Schritt soll darin bestehen, dass die Lehrer Workshops für Eltern der Schule ausrichten, welche die Stationen für eine dauerhafte Miniphänomenta in der Schule nachbauen sollen. Am Projekt Miniphänomenta sollen bisher rund 3000 Schulen teilgenommen haben. Das zugehörige Buch mit den Bauanleitungen erschien auf Lettisch, Thailändisch und offenbar auch auf Polnisch. Der Name Phänomenta verblieb aber dennoch als geschützte Bezeichnung. Seine Verwendung für Ausstellungen in der Öffentlichkeit kann bei der Flensburger Phänomenta beantragt werden.

## Unterstützung
Es wurde der Verein „Phänomenta e. V.“ gegründet, welcher für die Ausstellung der Phänomenta die Verantwortung trägt und eng mit der Universität Flensburg zusammenarbeitet. Die Phänomenta ist administrativ als An-Institut der Universität eingegliedert, das von den Abteilungen Physik, Didaktik und Geschichte wissenschaftlich begleitet wird. Mit Hilfe der Universität soll die wissenschaftliche Weiterentwicklung der Ausstellung gewahrt bleiben. In diesem Sinne werden am Institut für mathematische, naturwissenschaftliche und technische Bildung neue Stationen entwickelt. Die Flensburger Phänomenta kooperierte bei Projekten zudem beispielsweise auch mehrfach mit dem Mathematikum in Gießen.
Der Verein finanziert sich in erster Linie über die Eintrittspreise, Mitgliedsbeiträge sowie über den Exponateverkauf und -verleih. Da es eines der älteren Science Center weltweit darstellt, ist es als solches nicht völlig unbekannt. Die Exponate, die in der eigenen Werkstatt entstehen, entwickelten sich mittlerweile zu einem kleinen Exportschlager. Die Stadt fördert den Verein darüber hinaus jährlich direkt mit 75.000 Euro und überlässt diesem zudem mietfrei die Gebäude. Seit 2016 findet eine gesonderte Kofinanzierung  durch das Land Schleswig-Holstein in gleicher Höhe statt. Die Phänomenta ist in der Lehrerausbildung eingegliedert, so finden dort auch universitäre Ringvorlesungen statt. Den Studenten dient die Phänomenta auch als pädagogisches Praxisfeld für die Lehrerausbildung. Regelmäßig arbeiten Studenten dort, geben Hinweise zu den Experimentierstationen. Die Einrichtung wird darüber hinaus durch die städtische Tourismusagentur beworben. Straßenhinweisschilder wurden aufgestellt. Die Phänomenta achtet zudem auf projektbezogene Zuschussmöglichkeiten. 2016 erhielt sie beispielsweise einen solchen Zuschuss von der Klaus Tschira Stiftung für die Ausstellung „Effekthascherei“. Weitere Förderung findet über Sponsoren statt. Als Hauptsponsoren fungieren die Nord-Ostsee Sparkasse und die Provinzial-Versicherung.

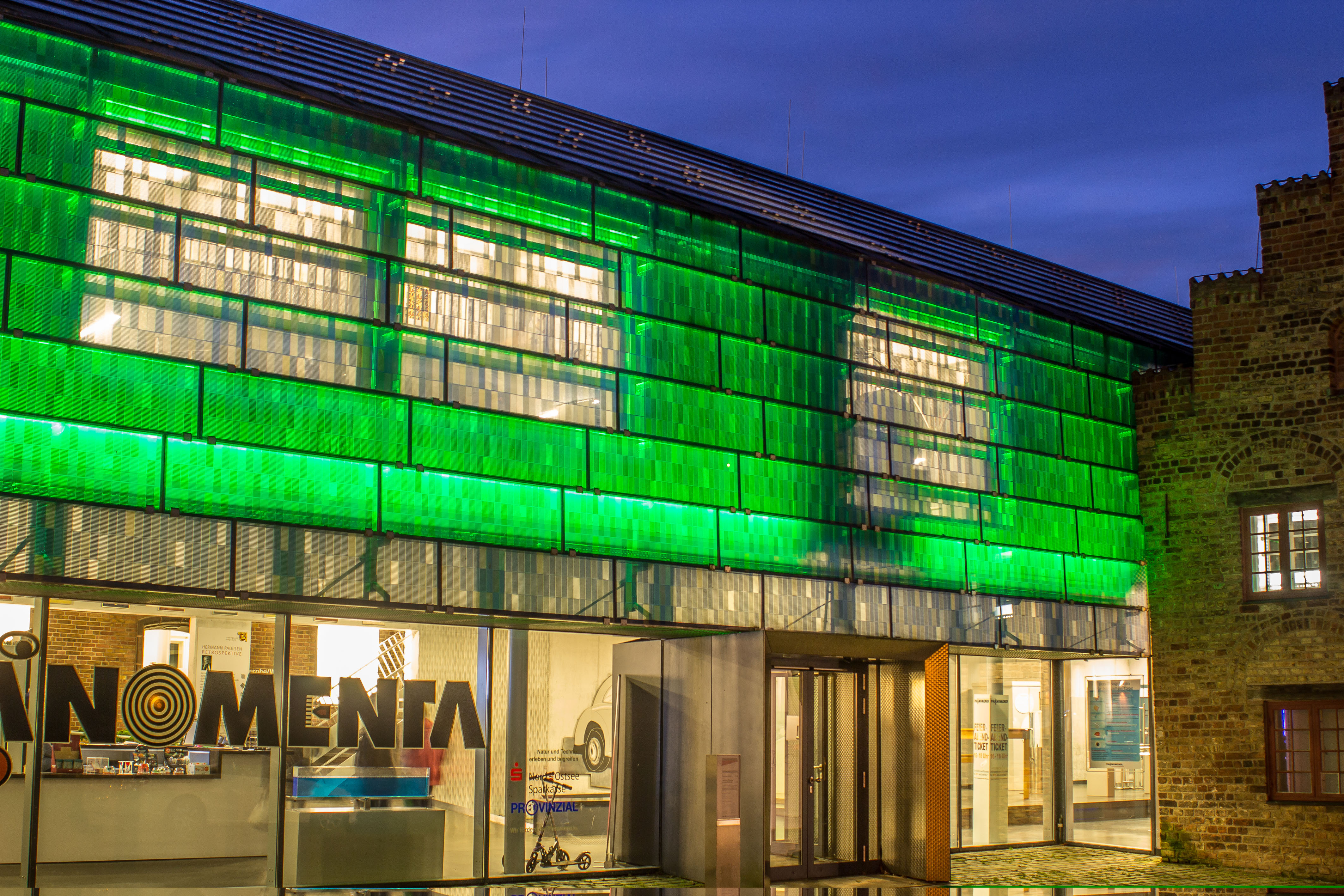
Eingang der Phänomenta Flensburg an einem Abend (2013)

## Eintritt
Die Einrichtung ist weitgehend über das ganze Jahr hinweg allwöchentlich geöffnet. Ausnahmen bestehen am Jahresende. Vom 24. bis zum 26. Dezember sowie zu Silvester und Neujahr hat die Phänomenta feiertagsbedingt geschlossen. Des Weiteren hat die Einrichtung an jedem Montag geschlossen. Regulär ist sie dienstags bis donnerstags von 9 bis 16 Uhr und am Freitag bis Sonntag von 11 bis 18 Uhr geöffnet. In der Ferienzeit Schleswig-Holsteins ist die Einrichtung durchgehend von Dienstag bis Sonntag von 11 bis 18 Uhr geöffnet.
Die Eintrittspreise sind im Vergleich zu anderen Museen eher im höheren Bereich angesiedelt. Die Eintrittspreise wurden 2022 wie folgt ausgewiesen: Kinder von 3 bis 6 Jahre kosten 3 Euro, Kinder und Jugendliche bis 16 Jahre zahlen einen Eintrittspreis von 9 Euro. Gleiches gilt für Studenten, Auszubildende, 70 % Schwerbehinderte sowie Sozialpasshinhaber. Erwachsene zahlen einen Eintrittspreis von 12 Euro. Hunde erhalten keinen Zutritt. Neben diesen Grundpreisen existieren noch ermäßigte Eintrittspreise für Erwachsenengruppen, 10 Euro sowie für Kindergruppen, 8 Euro. Eine Familie bestehend aus zwei Erwachsenen und zwei Kindern unter 16 Jahren zahlt 34 Euro.
Die Eintrittspreise sind also im Vergleich zu klassischen Museen wesentlich höher. Von den eine Million Euro jährliche entstehenden Kosten kann nur knapp die Hälfte durch Eintrittsgelder gedeckt werden. Nach Angaben des Phänomenta-Chefs Achim Englert im Jahr 2015 seien die Eintrittspreise zu teuer, aber mangels adäquater Geldzuflüsse nicht senkbar. Trotz der Kostenprobleme wird seit dem Jahr 2014 eine günstige Mint-Jahreskarte für Flensburger Schulklassen mittels Sponsoren realisiert. Im besagten Jahr erhielten 1600 Schüler entsprechend vergünstigte Eintritte. Eine vollständig kostenfreie Phänomenta für alle Schulklassen in Flensburg und darüber hinaus, die sich der Phänomenta-Chef Achim Englert zwar wünschte, würde mindestens 300.000 Euro öffentlicher Zuschüsse erfordern und wäre daher utopisch.